# Schistosomatidae
Schistosomatidae (z řeckého διαιρούμενο σώμα – rozpolcené tělo) neboli česky krevničkovití je čeleď dvouhostitelských motolic, jejichž životní cyklus je vázán na vodu. Jedná se o parazity savců a ptáků, přičemž mezihostiteli jsou plži. Dospělci parazitují hlavně v krevním oběhu obratlovců, případně v jejich tkáních. Pro člověka jsou nejvýznamnějšími zástupci rodu Schistosoma (původci schistosomózy) a Trichobilharzia (původci cerkáriové dermatitidy).
Schistosomy jsou gonochoristé s výrazným pohlavním dimorfismem dospělců, což je u motolic netypické. V závislosti na druhu má mohutnější sameček různě velký canalis gynaecophorus – podélnou rýhu na ventrální straně těla, do níž uchycuje samičku, s kterou průběžně kopuluje.

## Životní cyklus
Životní cyklus schistosom je dvouhostitelský, na rozdíl od typicky tříhostitelských motolic zde chybí druhý mezihostitel a v něm encystované stádium metacerkárie.
Tělo definitivního hostitele opouští vajíčko s vyvinutým miracidiem. Stimulem k líhnutí je nízká osmotická hodnota vody (v případě Trichobilhrazia regenti se miracidium líhne v izotonickém prostředí nosní dutiny hostitele). Miracidia jsou volně pohyblivá, obrvená larvální stadia bez trávicí soustavy.

Po svém vylíhnutí hledají miracidia vhodného plže za pomoci chemotaxe a když jej naleznou, přemění se v jeho tkáních ve sporocystu. V plži dochází k asexuálnímu množení. Uvnitř sporocysty se tvoří furkocerkárie, tedy cerkárie s vidličnatým ocáskem. Ty po dozrání mezihostitele opouštějí a aktivně pronikají do obratlovčího hostitele perkutánní cestou. K tomu je stimulují mastné kyseliny, které se nachází na povrchu hostitelova kožního pokryvu. Penetraci kůže a následný průnik tkáněmi jim umožňují mohutné penetrační žlázové buňky. Konkrétně se jedná o dva páry cirkumacetabulárních žláz, ty jsou umístěny kolem acetabula, a tři páry postacetabulárních žláz – ty jsou se nacházejí v řadě za sebou pod acetabulem.

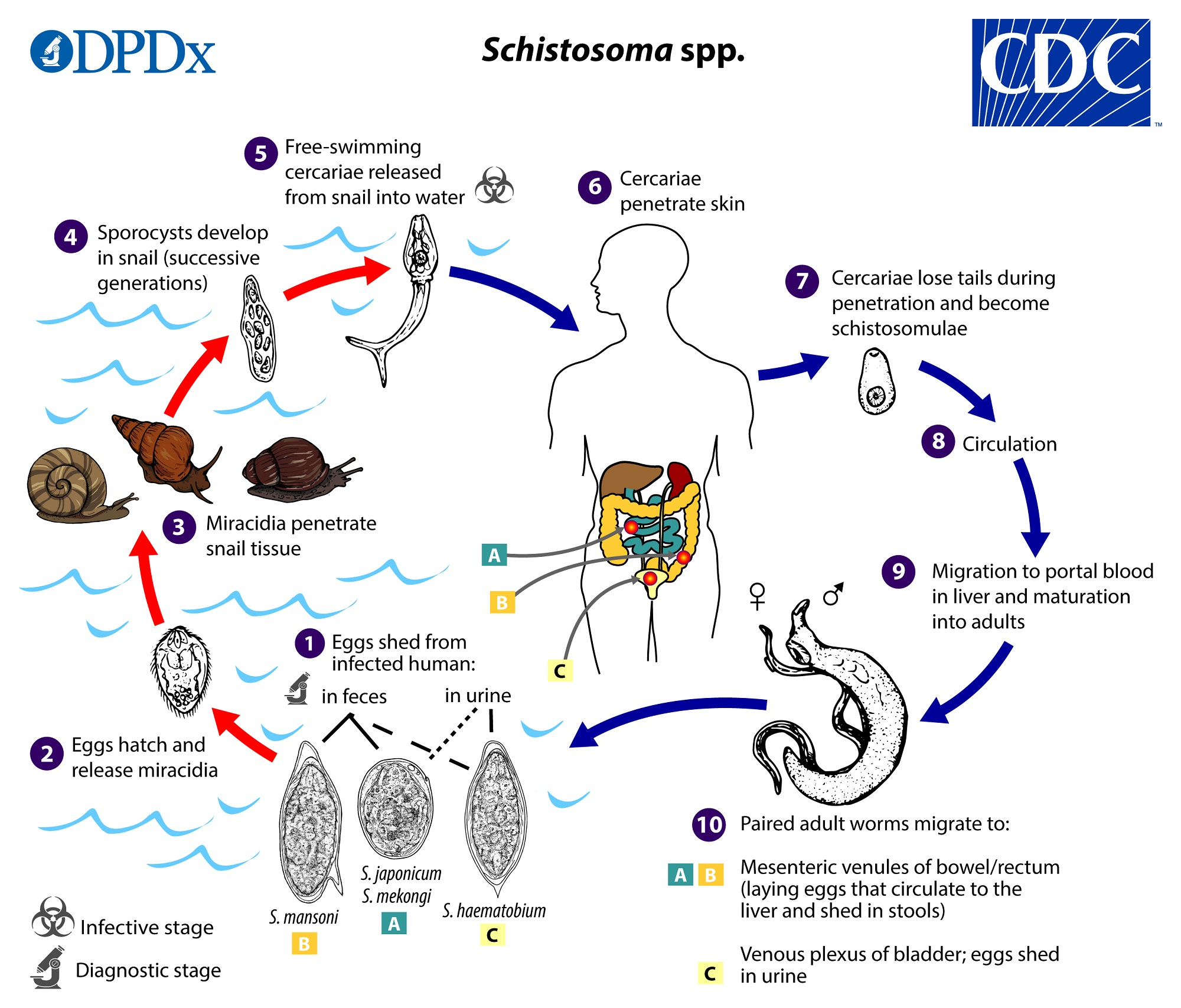
Životní cyklus lidských schistosom

V průběhu penetrace cerkárie odvrhují ocásek a stávají se z nich schistosomuly, přičemž svlékají svůj ochranný plášť (glykokalyx), který je pro hostitele silně imunogenní. Schistosomula následně migruje krevní cestou (v případě Trichobilharzia regenti nervy a míchou) na místo definitivní lokalizace. Schistosomula má na povrchu vnější cytoplasmatickou membránu tegumentu, která je zdvojená (či dokonce ztrojená), což patrně napomáhá schistosomám přežívat v imunitně agresivním prostředí hostitelovy krve. Během života dochází k periodické obměně tegumentu, která mimo jiné umožňuje i svlékání navázaných protilátek.
Když jsou samičky oplodněny, kladou vajíčka v cévách vnitřních orgánů, či přímo ve tkáních hostitele. Vajíčka jsou typicky bez víčka a u některých druhů se na nich mohou nalézat charakteristické trny či filamenty.
U lidských druhů se kolem vajíčka vlivem imunitní reakce tvoří zánět, který se podílí na transportu budoucích schistosom do lumen střeva či do močového měchýře. Odtud se vajíčko dostává do vnějšího prostředí se stolicí nebo močí. Kvůli vyvolání zánětlivé reakce je vajíčko hlavním infekčním agens.

## Historie
První druh schistosomy byl zaznamenán v roce 1819 německým vědce Karlem Rudolphim a byl pojmenován Distoma canaliculatum (dnes Ornithobilharzia canaliculatum). Druhý druh této čeledi, Distoma haematobium (dnes Schistosoma haematobium), popsal v roce 1852 německý lékař Theodor Bilharz.
Ještě dlouho po těchto objevech se vedly spory o pojmenování skupiny a až o více než sto let později (1954) se Mezinárodní komise pro zoologickou nomenklaturu shodla na názvu Schistosoma, zároveň však bylo doporučeno používat termín bilharzióza pro označení onemocnění. Dnes se v českém jazyce používá jak název schistosomóza, tak (ač méně často) bilharzióza.
Roku 1913 Myiari a Suzuki poprvé prokázali, že se larvální stádia Schistosoma japonicum vyskytují v měkkýších a že cerkárie do definitivního hostitele aktivně penetrují skrz kožní pokryv. Díky tomuto objevu mohl Leiper roku 1915 popsat životní cykly Schistosoma haematobium a Schistosoma mansoni, což představovalo velký krok v boji proti schistosomóze.

## Evoluce
Schistosomatidae nejsou jedinou čeledí krevních motolic, dalšími jsou například Spirochiidae (parazité želv) či Sanguinicolidae (parazité ryb). Na rozdíl od schistosom, které upřednostňují život v žilním systému, jsou Spirochiidae, tvořící jejich sesterskou skupinu, generalisté cévního systému. Na těchto skupinách lze také dobře vidět přechod od hermafroditismu ke gonochorismu. Zatímco jedinci ze skupiny Spirochiidae jsou většinou hermafrodité, nacházíme mezi nimi i druhy které se více či méně přibližují k rozlišení pohlaví. Schistosomatidae jsou poté ve většině případů odděleného pohlaví, byť se u nich lze vzácně setkat s pokusy o sekundární hermafroditismus (tyto jsou však neúspěšné).
Gonochorismus schistosom v tomto případě souvisí i s jejich specializací na teplokrevné živočichy. Homoiotermní živočichové mají obecně výkonnější metabolismus, což jim umožňuje získávat větší množství živin. Tyto jsou následně transportovány převážně do jater pomocí portálního jaterního oběhu, tudíž kolonizace daného prostředí nabízí zjevné výhody. Jelikož se však schistosomy nacházejí v žilním systému, musejí se vydat proti směru proudu krve, aby se dostaly do žil poblíž peritonea, kde pak mohou naklást vajíčka s nadějí, že jejich potomci opustí tělo hostitele a budou se dále šířit. Na jednu stranu se zde tedy objevila nutnost protáhlého úzkého těla, které by se vešlo i do nejtenčích žilek a minimalizovalo tím vzdálenost, jakou musí vajíčka urazit, aby se dostala do lumen střeva. Na druhou stranu vyvstala také potřeba svalnatého těla, které by bylo schopné plavat proti proudu krve až na místo kladení vajíček. Možné řešení se zde nabízí v podobě gonochorismu – samice je velmi úzká a samec naopak výrazně mohutný (byť míra pohlavního dimorfismu se může lišit a setkáváme se i s druhy, kde jsou obě pohlaví morfologicky velmi podobná).
S gonochorismem samozřejmě vyvstávají i mnohé potíže, Schistosomatidae například musejí nějak kompenzovat snížení počtu potencionálních reprodukčních partnerů. To se děje například zkrácením doby líhnutí vajíček, zvýšenou plodností, či vytvářením stálých párů (které napomáhá i transportu v krevním řečišti).
Prvními hostiteli schistosom byli ptáci a na základě jejich současného geografického rozšíření se předpokládá, že tato čeleď pochází z Asie a až později se dostala do Indie a Afriky.
Dle dostupných informací vypadala evoluce schistosom asi takto: Předchůdci infikovali sladkovodní želvy, přičemž životní cyklus zahrnoval hostitele z řad plžů. Některé z těchto druhů zase infikovaly mořské želvy. V určitém okamžiku se u příslušníků druhů infikujících mořské želvy vyvinula schopnost infikovat ptáky – nejspíše ty vodní. K tomu pravděpodobně došlo někde na asijském kontinentu (zřejmě na pobřeží nebo v jeho blízkosti). U ptačích druhů se nakonec (před 120 až 70 miliony let) vyvinula schopnost infikovat savce.

## Taxonomie
1899 nabyla skupina Schistosomatidae statutu čeledi a historicky se dělila na základě morfologie dospělců do tří podčeledí – Schistosomatinae, Gigantobilharziinae a Bilharziellinae. Molekulární analýza však toto dělení vyvrátila a taxonomie čeledi tak zůstává neustálená. Čeleď je momentálně rozdělena spíše do kladů.

### AO klad
Jedná se o parazity mořských ptáků, spadá zde třeba o rody Austrobilharzia a Ornithobilharzia. Tento klad je typicky vnímán jako sesterská skupina zbývajících schistosom.

### SB klad
Zde patří druhy infikující savce v tropických a subtropických oblastech Afriky, Evropy a Asie. Tento klad zahrnuje rody Schistosoma a Bivitellobilharzia.

### Macrobilharzia
Jedná se o monotypický taxon s druhy vázanými na anhingu americkou (Anhinga anhinga). Zatím jej nebylo možné zařadit do žádného z kladů.

### DAS klad
Tento klad zahrnuje drtivou většinu druhů napadajících ptáky. Jedná se o rody Anserobilharzia, Allobilharzia, Bilharziella, Dendritobilharzia, Gigantobilharzia, Marinabilharzia, Nasusbilharzia, Riverabilharzia, Trichobilharzia, přičemž se věří, že počet rodů bude s novými objevy stoupat.

### HS klad
Heterobilharzia a Schistosomatinum, náležící k tomuto kladu, jsou v obou případech monotypické rody, jejichž hostitele představují savci ze Severní Ameriky.
Dříve byl do čeledi Schistosomatidae také řazen rod Griphobilharzia, který parazituje u krokodýlů, nyní je však považován za součást čeledi Spirochiidae, která je schistosomám blízce příbuzná.